# Monlori
Monlori est une commune rurale située dans le département de Thion de la province de la Gnagna dans la région de l'Est au Burkina Faso.

## Géographie
Monlori est situé à 13 km au Nord-Est de Thion, le chef-lieu du département, sur la route départementale 144 allant vers Manni.

## Santé et éducation
Le centre de soins le plus proche de Monlori est le centre de santé et de promotion sociale (CSPS) de Thion.